# Episodi di Law & Order: Organized Crime (seconda stagione)
La seconda stagione della serie televisiva Law & Order: Organized Crime, composta da 22 episodi, è stata trasmessa in prima visione negli Stati Uniti d'America da NBC dal 23 settembre 2021 al 19 maggio 2022.
In Italia la stagione viene trasmessa in prima visione dal 21 settembre al 6 dicembre 2022 su Top Crime, includendo i tre episodi crossover con Law & Order - Unità vittime speciali intitolati Pensavo fossi dalla mia parte, Lo stato contro Richard Weathley e Credevi nei miracoli?.
| n° | Titolo originale                 | Titolo italiano                     | Prima TV USA      | Prima TV Italia   |
| -- | -------------------------------- | ----------------------------------- | ----------------- | ----------------- |
| 1  | The Man With No Identity         | L'uomo senza identità               | 23 settembre 2021 | 21 settembre 2022 |
| 2  | New World Order                  | Un nuovo ordine mondiale            | 30 settembre 2021 | 21 settembre 2022 |
| 3  | The Outlaw Eddie Wagner          | Eddie Wagner, il fuorilegge         | 30 settembre 2021 | 28 settembre 2022 |
| 4  | For A Few Lekë More              | Per qualche Lek in più              | 7 ottobre 2021    | 28 settembre 2022 |
| 5  | The Good, The Bad and The Lovely | Il buono, il bello e il cattivo     | 14 ottobre 2021   | 5 ottobre 2022    |
| 6  | Unforgivable                     | Imperdonabile                       | 21 ottobre 2021   | 5 ottobre 2022    |
| 7  | High Planes Grifter              | L'imbroglione senza nome            | 4 novembre 2021   | 12 ottobre 2022   |
| 8  | Ashes to Ashes                   | Cenere alla cenere                  | 11 novembre 2021  | 12 ottobre 2022   |
| 9  | The Christmas Episode            | L'episodio di Natale                | 9 dicembre 2021   | 19 ottobre 2022   |
| 10 | Nemesis                          | Nemesi                              | 6 gennaio 2022    | 25 ottobre 2022   |
| 11 | As Nottingham Was to Robin Hood  | Come Nottingham per Robin Hood      | 13 gennaio 2022   | 25 ottobre 2022   |
| 12 | As Iago Is to Othello            | Come Iago per Otello                | 20 gennaio 2022   | 1º novembre 2022  |
| 13 | As Hubris Is to Oedipus          | Come la Hybris per Edipo            | 24 febbraio 2022  | 1º novembre 2022  |
| 14 | ...Wheatley Is to Stabler        | Wheatley per Stabler                | 3 marzo 2022      | 8 novembre 2022   |
| 15 | Takeover                         | Al potere                           | 10 marzo 2022     | 8 novembre 2022   |
| 16 | Guns & Roses                     | Pistole e rose                      | 17 marzo 2022     | 15 novembre 2022  |
| 17 | Can't Knock the Hustle           | Non si può dare un calcio al lavoro | 7 aprile 2022     | 15 novembre 2022  |
| 18 | Change the Game                  | Cambio di gioco                     | 14 aprile 2022    | 22 novembre 2022  |
| 19 | Dead Presidents                  | Presidenti morti                    | 28 aprile 2022    | 22 novembre 2022  |
| 20 | Lost One                         | Perso                               | 5 maggio 2022     | 29 novembre 2022  |
| 21 | Streets Is Watching              | Le strade hanno gli occhi           | 12 maggio 2022    | 6 dicembre 2022   |
| 22 | Friend or Foe                    | Amico o nemico                      | 19 maggio 2022    | 6 dicembre 2022   |

## L'uomo senza identità
- Titolo originale: The Man with No Identity
- Diretto da: Bethany Rooney
- Scritto da: Ilene Chaiken e Kimberly Ann Harrison

### Trama
Stabler va sotto copertura nei panni dell'ex detenuto Eddie Wagner all'interno della mafia albanese, che mira a rilevare il commercio di cocaina di New York. Nel frattempo, Richard Wheatley ha solo un altro ostacolo da superare prima di essere rilasciato di prigione, mentre Angela Wheatley si riprende dal tentativo di avvelenamento di Morales.
- Altri interpreti: Michael Raymond-James (Jon Kosta), Ellen Burstyn (Bernadette Stabler), Keren Dukes (Denise Bullock), Daniel Oreskes (Marv Moennig), Ron Cephas Jones (Leon Kilbride), Dash Mihok (Reggie Bogdani), Vinnie Jones (Albi Briscu), Lolita Davidovich (Flutura Briscu), Mike Cannon (Detective Carlos Moldanado), Mykelti Williamson (Preston Webb), Guillermo Díaz (Sergente Bill Brewster).
- Ascolti Italia: telespettatori 193 000 – share 1%[4]

## Un nuovo ordine mondiale
- Titolo originale: New World Order
- Diretto da: Fred Berner
- Scritto da: Nichole Beattie

### Trama
L'alleanza tra la mafia di Kosta e i Marcy Killer li porta a prendere di mira gli italiani per il controllo del traffico di droga e del pizzo. Quando gli italiani reagiscono, la ragazza di Nova, membro dei Marcy, viene uccisa. In seguito si scopre che Nova è Carmen Riley, un'agente sotto copertura che lavora per Brewster nella squadra narcotici.
- Altri interpreti: Ellen Burstyn (Bernadette Stabler), Roman Blat (Nikoli), Christiane Noll (Signora Mulaney), Allison Siko (Kathleen Stabler), Izabela Vidovic (Rita Lasku), Mike Cannon (Detective Carlos Maldonado), Rachel Lin (Victoria Cho), Lamar K. Cheston (Lance "Red Bull" Flowers).
- L'episodio è la seconda parte di un crossover che inizia con Pensavo fossi dalla mia parte (episodio 23x03 di Law & Order - Unità vittime speciali) e si conclude con Eddie Wagner, il fuorilegge, l'episodio successivo.
- Ascolti Italia: telespettatori 193 000 – share 1%[4]

## Eddie Wagner, il fuorilegge
- Titolo originale: The Outlaw Eddie Wagner
- Diretto da: John Polson
- Scritto da: Eric Haywood

### Trama
Elliot Stabler aiuta Albi, un sottoposto di Kosta, a sbarazzarsi di un cadavere come favore personale, ma viene minacciato di morte quando scopre che Albi è omosessuale e che ha ucciso quel ragazzo perché si era innamorato di lui. Intanto, Jet rintraccia l'hacker che sospetta abbia installato dei blocchi sul telefono che il clan ha dato a Stabler. Alla fine dell'episodio, Elliot viene invitato a una riunione con il boss Jon Kosta.
- Altri interpreti: Rachel Lin (Victoria Cho), Keren Dukes (Denise Bullock), Lolita Davidovich (Flutura Briscu), Dash Mihok (Reggie Bogdani), Izabela Vidovic (Rita Lasku), Ron Cephas Jones (Leon Kilbride), Guillermo Díaz (Sergente Bill Brewster), Wesam Keesh (Adam Mintock), Mariska Hargitay (Capitano Olivia Benson), Mike Cannon (Detective Carlos Maldonado), Michael Raymond James (Jon Kosta), Vinnie Jones (Albi Briscu).
- L'episodio conclude un crossover iniziato con Pensavo fossi dalla mia parte (episodio 23x03 di Law & Order - Unità vittime speciali) e proseguito con Un nuovo ordine mondiale, l'episodio precedente.
- Ascolti Italia: telespettatori 147 000 – share 0,7%[5]

## Per qualche Lek in più
- Titolo originale: For a Few Lekë More
- Diretto da: Jean de Segonzac
- Scritto da: Zachary Reiter

### Trama
Stabler è costretto a difendersi da Luka, un altro sottoposto di Kosta, e rompe il naso del ragazzo, solo per scoprire che Luka è il fidanzato della figlia del capo. Albi è in grado di aiutare Elliot a evitare una punizione, ma il capo costringe Stabler a prendere il posto del ragazzo in una rapina in un bar, costringendo Elliot a sparare a un uomo che gli ha puntato contro una pistola. Nel frattempo, i colleghi di Stabler arrestano pubblicamente l'uomo che fornisce telefonini crittografati a più gruppi criminali, pianificando che l'hacker prigioniero di Jet fornisca nuovi cellulari come parte del suo accordo per evitare il processo.
- Altri interpreti: Dash Mihok (Reggie Bogdani), Wesam Keesh (Adam Mintock), Vinnie Jones (Albi Briscu), Nicky Torchia (Elliot Stabler, Jr.), Lolita Davidovich (Flutura Briscu), Michael Raymond James (Jon Kosta), Rachel Lin (Victoria Cho).
- Ascolti Italia: telespettatori 147 000 – share 0,7%[5]

## Il buono, il bello e il cattivo
- Titolo originale: The Good, the Bad and the Lovely
- Diretto da: Terry Miller
- Scritto da: Juliet Lashinsky-Revene

### Trama
Dopo essere entrato nelle grazie di Flutura e aver trovato passaporti falsi per giovani donne albanesi a casa di lei, Elliot Stabler avvisa l'Unità vittime speciali che Kosta potrebbe gestire un traffico di esseri umani. Elliot ottiene un lavoro con Reggie che lavora alla sicurezza in un evento di beneficenza di alto livello che Flutura ha organizzato. Bell parla con Kilbride, un membro del Congresso, mentre l'Unità vittime speciali prepara una trappola. Mentre l'Unità vittime speciali si avvicina a ottenere la prova di Bell sul giro di prostituzione di Kosta, Elliot aiuta Reggie e Flutura a scappare, poi corre a salvare Rita, una giovane donna che ha incontrato quando faceva la cameriera in una tavola calda albanese. Flutura avvisa Albi e Kosta che c'è una talpa fra di loro. Nel frattempo, Elliot ha a che fare con suo figlio che si comporta male a casa.
- Altri interpreti: Dash Mihok (Reggie Bogdani), Michael Raymond James (Jon Kosta), Ellen Burstyn (Bernadette Stabler), Vinnie Jones (Albi Briscu), Guillermo Diaz (Sergente William 'Bill' Brewster), Ice-T (Sergente Odafin 'Fin' Tutuola), Mariska Hargitay (Capitano Olivia Benson), Lolita Davidovich (Flutura Briscu), Caroline Lagerfelt (Agniezjka Bogdani), Gregg Henry (Edmund Ross), Nicky Torchia (Eli Stabler), Allison Siko (Kathleen Stabler), Izabela Vidovic (Rita Lasku), Mike Cannon (Detective Carlos Maldonado), Ron Cephas Jones (Leon Kilbride).

- Ascolti Italia: telespettatori 161 000 – share 0,8%[6]

## Imperdonabile
- Titolo originale: Unforgivable
- Diretto da: Monica Raymund
- Scritto da: Rick Marin

### Trama
La copertura di Elliot è minacciata quando il figlio diciannovenne del vero Eddie Wagner, che non vede suo padre dall'età di 6 anni, arriva in città. Bell e Denise stanno aspettando un incontro con il deputato Kilbride, riguardante il nipote di Denise, quando Bell vede Nova lasciare l'ufficio di Kilbride con una busta di denaro. Reggie ha il compito di assassinare un politico che ha nominato il clan di Kosta in televisione, ma al suo posto uccide la moglie del politico.
- Altri interpreti: Dash Mihok (Reggie Bogdani), Michael Raymond James (Jon Kosta), Vinnie Jones (Albi Briscu), Guillermo Diaz (Sergente William 'Bill' Brewster), Ellen Burstyn (Bernadette Stabler), Jack Kilmer (Louis Chinasky), Lolita Davidovich (Flutura Briscu), Caroline Lagerfelt (Agniezjka Bogdani), Nicky Torchia (Eli Stabler), Keren Dukes (Denise), Elliot Villar (Teddy Garcia), Mike Cannon (Detective Carlos Maldonado), Gregg Henry (Edmund Ross), Ron Cephas Jones (Deputato Leon Kilbride).
- Ascolti Italia: telespettatori 161 000 – share 0,8%[6]

## L'imbroglione senza nome
- Titolo originale: High Planes Grifter
- Diretto da: Alex Hall
- Scritto da: Kimberly Ann Harrison

### Trama
Dopo aver arrestato Reggie Bogdani, Bell e Brewster lo interrogano per cercare di metterlo contro la famiglia. Elliot rivela la sua vera identità a Reggie, cosa che lo fa arrabbiare. Stabler testimonia davanti a un gran giurì per convincerli a incriminare i membri dell'organizzazione di Kosta. Stabler torna sotto copertura nel clan solo per scoprire che Jon Kosta vuole Reggie morto; Stabler quindi ne riproduce l'audio a Reggie, il che lo fa rivoltare contro la famiglia e lo fa testimoniare davanti al gran giurì. Tuttavia, la madre di Reggie riesce a inviare un messaggio ad Albi. Il gran giurì emette accuse ai membri dell'organizzazione di Kosta, il che porta la polizia di New York a fare irruzione nei loro bar e ristoranti. La detective Vanessa Cho e alcuni agenti della polizia di New York fanno irruzione nella casa di Jon Kosta solo per scoprire che non c'è (ma sua figlia e il suo ragazzo ci sono), mentre Stabler e Bell fanno irruzione nella casa di Albi Briscu.
- Altri interpreti: Dash Mihok (Reggie Bogdani), Michael Raymond James (Jon Kosta), Vinnie Jones (Albi Briscu), Guillermo Diaz (Sergente William 'Bill' Brewster), Wendy Moniz (Avvocato Anne Frasier), Jack Kilmer (Louis Chinasky), Lolita Davidovich (Flutura Briscu), Caroline Lagerfelt (Agniezjka Bogdani), Daniel Oreskes (Tenente Marv Moennig), Clara Wong (Lena Chen), Chris Mason (Luka Hasa), Mike Cannon (Detective Carlos Maldonado), Jacqueline Nwabueze (Violet Brooks), Gregg Henry (Edmund Ross).

- Ascolti Italia: telespettatori 115 000 – share 0,6%[7]

## Cenere alla cenere
- Titolo originale: Ashes to Ashes
- Diretto da: Jean de Segonzac
- Scritto da: Kimberly Ann Harrison e Nichole Beattie

### Trama
La squadra segue Kosta e Albi nella palestra di boxe dove gestiscono la loro attività. Il clan di Kosta fa saltare in aria l'edificio, uccidendo il figlio del vero Eddie Wagner e scappando attraverso il tunnel. Kosta viene catturato prima mentre cerca di scappare in ambulanza, mentre Albi viene catturato successivamente nonostante Flutura cerchi di metterlo in guardia. L'organizzazione di Kosta viene formalmente incriminata, così come Agnes Bogdani dopo che la squadra ha trovato la dattilografa del tribunale assassinata. Reggie Bogdani entra nella protezione testimoni. Bell incontra Carmen Riley, che è stata promossa a vicecapo dei Marcy Killer. Riley conferma che un membro del Congresso, Kilbride, era presente alla riunione in cui è stata presa la decisione, con Kilbride che si vantava di essere in contatto con un membro della squadra contro il crimine organizzato (Bell).
- Altri interpreti: Dash Mihok (Reggie Bogdani), Michael Raymond James (Jon Kosta), Vinnie Jones (Albi Briscu), Lolita Davidovich (Flutura Briscu), Caroline Lagerfelt (Agniezjka Bogdani), Mike Cannon (Detective Carlos Maldonado), Wendy Moniz (Avvocato Anne Frasier), Nicky Torchia (Eli Stabler), Keren Dukes (Denise), Allison Siko (Kathleen Stabler), Dan Amboyer (Kevin), Jack Kilmer (Louis Chinasky), Jacqueline Nwabueze (Violet Brooks), Rachel Lin (Detective Victoria Cho).

- Ascolti Italia: telespettatori 115 000 – share 0,6%[7]

## L'episodio di Natale
- Titolo originale: The Christmas Episode
- Diretto da: Fred Berner
- Scritto da: Zachary Reiter e Rick Marin

### Trama
Eli Stabler incontra una ragazza nel New Jersey e va in un appartamento con lei dove passano la notte bevendo tequila e prendendo delle droghe. Si sveglia, trovando la ragazza morta, e viene arrestato da un poliziotto del New Jersey mentre Elliot e Olivia Benson si dirigono sulla scena del crimine. Jet aiuta Elliot a scoprire che la donna è stata effettivamente uccisa da un sicario della mafia, con l'intenzione di incastrare Eli. Quando il sicario rivela di essere stato pagato in valuta informatica che si ricollega a Richard Wheatley, Elliot affronta Wheatley in prigione. Richard dice che l'unica persona con i codici della sua valuta è sua figlia Dana. Elliot fa visita ad Angela Wheatley, che nega di sapere dove sia Dana, ma in seguito viene mostrata mentre nasconde sua figlia. Nel frattempo, Rafael Barba dice che la procura distrettuale ha respinto la revisione del processo contro Richard che torna ad essere un uomo libero. Richard propone per la seconda volta a Barba di diventare il suo consigliere, ma questo rifiuta l'offerta di nuovo.
- Altri interpreti: Rachel Lin (Detective Victoria Cho), Tamara Taylor (Angela Wheatley), Raúl Esparza (Rafael Barba), Allison Siko (Kathleen Stabler), Dylan McDermott (Richard Wheatley), Mariska Hargitay (Capitano Olivia Benson), Christina Marie Karis (Dana Wheatley), Nicky Torchia (Elliot Stabler, Jr.), Ellen Burstyn (Bernadette Stabler), Mike Cannon (Detective Carlos Maldonado), Guillermo Díaz (Tenente Bill Brewster).
- Quest'episodio conclude un crossover iniziato con Lo stato contro Richard Wheatley (episodio 23x09 di Law & Order - Unità vittime speciali).
- Ascolti Italia: telespettatori 237 000 – share 1,3%[8]

## Nemesi
- Titolo originale: Nemesis
- Diretto da: Jim McKay
- Scritto da: Eric Haywood e Juliet Lashinsky-Revene

### Trama
Un attacco informatico consente al famigerato hacker Sebastian McClane, noto come "Constantine", di evadere di prigione. McClane ha progettato un nuovo attacco informatico su un'agenzia governativa a Washington DC, che ha causato la chiusura ermetica di un caveau pieno d'oro e la morte per soffocamento del custode del caveau. Wheatley viene rilasciato di prigione con la promessa che collaborerà con l'FBI. In segreto giura di ricostruire il suo impero criminale e viene mostrato che c'è lui dietro il piano che ha permesso l'evasione di McClane. McClane viene portato a casa di Wheatley, con Richard che discute i suoi piani per lui. A Wheatley viene chiesto di aiutare la squadra contro la criminalità organizzata, minacciata da un attacco informatico in corso. Elliot è certo che Wheatley fosse dietro l'attacco allo scopo di risolverlo e far sembrare che stesse collaborando pienamente con le forze dell'ordine. Nel frattempo, Kilbride viene coinvolto nelle tangenti dell'edilizia, con Riley che lo riferisce ad Ayanna.
- Altri interpreti: Robin Lord Taylor (Sebastian ‘Constantine’ McClane), Ron Cephas Jones (Leon Kilbride), Tamara Taylor (Angela Wheatley), Dylan McDermott (Richard Wheatley), Guillermo Díaz (Tenente Bill Brewster), Wesam Keesh (Adam 'Malachi' Mintock), Daniel Oreskes (Tenente Marv Moennig), Keren Dukes (Denise), Julian Remulla (Rogin Moon), Mike Cannon (Detective Carlos Maldonado), Rachel Lin (Detective Victoria Cho), Lydiana Medellin (Agente Gonzalez), Charlie Kevin (Commissario di Polizia Clarence Brandeis), Daphne Zelle (Kimiko).
- Ascolti Italia: telespettatori 197 000 – share 0,9%[9]

## Come Nottingham per Robin Hood
- Titolo originale: As Nottingham Was to Robin Hood
- Diretto da: Alex Hall
- Scritto da: Kimberly Ann Harrison e Nichole Beattie

### Trama
McClane si rifiuta di lavorare con Wheatley, dicendo che aveva solo un motivo per uscire di prigione, rivelato quando scava e riporta alla luce 200.000 dollari in contanti, con i quali cerca di aprire un conto in banca per la figlia del custode deceduto. McClane accetta di arrendersi all'FBI dopo aver detto del conto in banca alla vedova del custode. Tuttavia, uno scagnozzo di Wheatley impersona un agente dell'FBI e prende McClane, riportandolo a casa di Wheatley. Nel frattempo, i fedeli seguaci di McClane iniziano a progettare attacchi informatici che causano il caos in tutta la città. Wheatley prende in giro Elliot Stabler e spaventa sua madre. Elliot individua Wheatley e gli dice che lo ucciderà e lo seppellirà personalmente se oserà minacciare di nuovo la sua famiglia. Wheatley, in seguito, aiuta il governatore di New York Teddy Garcia a debellare un attacco informatico e avverte il governatore di guardarsi da Stabler perché sta diventando una mina vagante.
- Altri interpreti: Wesam Keesh (Adam Mintock), Ellen Burstyn (Bernadette Stabler), Rachel Lin (Detective Victoria Cho), Elliot Villar (Teddy Garcia), Mike Cannon (Detective Carlos Maldonado), Robin Lord Taylor (Sebastian McClane), Tamara Taylor (Angela Wheatley), Dylan McDermott (Richard Wheatley), Elliot Villar (Teddy Garcia), Laura Heisler (Claudia Brooks), Simone Vicari (Sherry Jones), Debbie Campbell (Alyson Cartwright), Cayleigh Capaldi (Victoria Cartwright), Kendra Farn (Emily Jackson), Jay Horton (Gareth), McKenzie Shea (assistente n°1) .
- Ascolti Italia: telespettatori 197 000 – share 0,9%[9]

## Come Iago per Otello
- Titolo originale: As Iago Is to Othello
- Diretto da: Fred Berner
- Scritto da: Rick Marin

### Trama
Elliot è preoccupato per un nuovo uomo nella vita di sua madre. Wheatley e un riluttante McClane sono dietro l'attacco di un sistema finanziario federale. È stato rivelato che Wheatley lo ha fatto per disturbare i mercati e testare le acque con l'intenzione di fare qualcosa di molto più sinistro in seguito. La squadra anticrimine organizzato sorveglia la casa di Wheatley e scopre che è ossessionato non solo dal recuperare la sua fortuna, ma anche dal tornare insieme ad Angela. Il governatore Garcia condivide le preoccupazioni per lo stato mentale di Stabler con Ayanna. Stabler invita Angela a pranzo e finge di corteggiarla, sapendo che Wheatley sta guardando. Wheatley aggredisce la sua ex moglie e McClane non ha il potere di fermarlo. McClane in seguito dice alla squadra anticrimine organizzato che sta lasciando di proposito un'impronta digitale. Jet scopre una password per accedere ai file di Wheatley, che risulta essere la data dell'omicidio di Kathy Stabler. Infuriato, Elliot attacca Wheatley in un ascensore. Un Wheatley insanguinato ride e dice che vivrà per sempre nella testa di Stabler. Si scopre che Miles, l'uomo nuovo nella vita di Bernadette Stabler, lavora per Wheatley.
- Altri interpreti: Jay Horton (Gareth), Elliot Villar (Teddy Garcia), Ellen Burstyn (Bernadette Stabler), Ron Cephas Jones (Leon Kilbride), Wesam Keesh (Adam Mintock), Nicky Torchia (Eli Stabler), Rachel Lin (Detective Victoria Cho), James Cromwell (Miles Darman), Robin Lord Taylor (Sebastian McClane), Tamara Taylor (Angela Wheatley), Dylan McDermott (Richard Wheatley), Guillermo Diaz (Tenente William 'Bill' Brewster), Mike Cannon (Detective Carlos Maldonado), Charlie Kevin (Commissario di Polizia Clarence Brandeis), Gary Lee Mahmoud (Dr. Walter Aboud), Drew Moore (Everett Willis), Elizabeth Inghram (Bandari), David Kenner (Jacoby), Mark Woodcock (Van Carter), Jay Horton (Gareth), David Licht (uomo con Walker), Dina Drew (Preside), Leigh Strimbeck (Bibliotecario).
- Ascolti Italia: telespettatori 223 000 – share 1,1%[10]

## Come la Hybris per Edipo
- Titolo originale: As Hubris Is to Oedipus
- Diretto da: Stephen Surjik
- Scritto da: Emmy Higgins e Zachary Reiter

### Trama
Wheatley riprende McClane, lega sia McClane che Angela e costringe l'hacker a radunare i suoi seguaci. Elliot va sotto copertura come uno dei seguaci di McClane e scopre che il gruppo piazzerà bombe in cinque aree nevralgiche di New York. La squadra contro il crimine organizzato salva McClane dopo che Wheatley lo aveva lasciato morire (dopo aver preso Angela). La squadra scopre che le cinque bombe sono un diversivo per il vero obiettivo di Wheatley: prendere il controllo della centrale elettrica principale e hackerare i suoi sistemi per tenere in ostaggio l'intera città.
- Altri interpreti: Rachel Lin (Detective Victoria Cho), Wesam Keesh (Adam Mintock), Mike Cannon (Detective Carlos Maldonado), Guillermo Díaz (Tenente Bill Brewster), Elliot Villar (Teddy Garcia), Robin Lord Taylor (Sebastian McClane), Tamara Taylor (Angela Wheatley), Dylan McDermott (Richard Wheatley), Marc Menchaca (Fratello Bill), Clara Wong (Lena Chen), Andrew Durand (Donald Mathers), Rachel Lin (Detective Victoria Cho), Lea Zawada (Ana Castro), Michael Lewis (Wayne), Brad Calcaterra (Cale), George Slotin (sostenitore degli incel).
- Ascolti Italia: telespettatori 223 000 – share 1,1%[10]

## Wheatley per Stabler
- Titolo originale: ...Wheatley Is to Stabler
- Diretto da: Sarah Boyd
- Scritto da: Ilene Chaiken e Kimberly Ann Harrison

### Trama
Wheatley interrompe l'alimentazione in tutta la città e fa diverse richieste, tra cui un volo per i Caraibi e un incontro con Elliot Stabler. Mentre la squadra e le altre forze dell'ordine cercano di capire come accedere alla centrale elettrica e catturare Wheatley senza causare altro caos, McClane aiuta Jet e Malachi ad attivare un impianto di riserva obsoleto per cercare di ripristinare un po' di energia a New York. Wheatley convince Elliot ad ammettere, in live streaming, di aver sparato a dieci cittadini. Wheatley alla fine cerca di costringere Stabler a dire che ha mentito sul fatto che Wheatley abbia ucciso Kathy, cosa che Elliot si rifiuta di fare, ma a quel punto Jet e Malachi hanno ripristinato con successo l'energia elettrica. Wheatley scappa all'aeroporto, con Angela alla guida, dopo aver rivelato di aver rapito la madre di Elliot. Ma dopo aver localizzato Bernadette e rimosso la minaccia di Wheatley, le forze dell'ordine inseguono la sua macchina. Rendendosi conto del loro destino, Angela guida l'auto su un dirupo e nel fiume. Ayanna in seguito conferma di aver trovato Angela morta, ma non riescono a localizzare il corpo di Wheatley.
- Altri interpreti: Tamara Taylor (Angela Wheatley), Dylan McDermott (Richard Wheatley), Ellen Burstyn (Bernadette Stabler), Mykelti Williamson (Preston Webb), Guillermo Diaz (Tenente William 'Bill' Brewster), Denis Leary (Detective Frank Donnelly), Wesam Keesh (Adam 'Malachi' Mintock), Nick Creegan (Richard Wheatley, Jr.), Juliette Jeffers (Michelle Warner), Mike Cannon (Detective Carlos Maldonado), Rachel Lin (Detective Victoria Cho), Antino Crowley-Kamenwati (Hugo Bankole), Charlie Kevin (Commissario di Polizia Clarence Brandeis).

- Ascolti Italia: telespettatori 209 000 – share 1,1%[11]

## Al potere
- Titolo originale: Takeover
- Diretto da: John Polson
- Scritto da: Eric Haywood

### Trama
Stabler viene mostrato mentre viene sospeso e consegna la sua pistola, poi in seguito discute con Ayanna sul "non avere le spalle coperte", ma viene presto rivelato che la sospensione è uno stratagemma per fare in modo che Stabler venga accolto in una banda di poliziotti corrotti, che lavorano per il vecchio collega Frank Donnelly. Stabler viene coinvolto in un'irruzione in una casa di droga con Donnelly, durante la quale i poliziotti rubano i soldi della droga. Donnelly deve quindi fare marcia indietro quando scopre che le droghe sono collegate ai Marcy Killer. I sospetti di Stabler sono confermati: la banda di poliziotti di Donnelly ha un'intesa con i Marcy Killer. Nel frattempo, la posizione di Nova all'interno dei Marcy Killer è ulteriormente elevata, poiché gli altri vicecapi di Webb ora fanno rapporto a lei. Viene rivelato che Nova ha un fratello, un prete battista, che non sa che lei è un poliziotto. Webb e sua moglie partecipano a una funzione religiosa lì e vedono Nova abbracciare suo fratello.
- Altri interpreti: Denis Leary (Frank Donnelly), Mykelti Williamson (Preston Webb), Mariska Hargitay (Capitano Olivia Benson), Jennifer Beals (Cassandra Webb), Ron Cephas Jones (Deputato Leon Kilbride), Guillermo Diaz (Tenente William 'Bill' Brewster), Jordane Christie (Derrick Riley), Keren Dukes (Denise), Nicky Torchia (Eli Stabler), Patrick Murney (Parnell), Tim Ransom (Stanwood), Rachel Lin (Detective Victoria Cho), Mike Cannon (Detective Carlos Maldonado), Antino Crowley-Kamenwati (Hugo Bankole).
- Ascolti Italia: telespettatori 209 000 – share 1,1%[11]

## Pistole e rose
- Titolo originale: Guns & Roses
- Diretto da: Jean de Segonzac
- Scritto da: Juliet Lashinsky-Revene

### Trama
Un avvocato e la prostituta che sta cercando di aiutare vengono entrambi uccisi. Hugo, un vicecapo dei Marcy Killer, aveva cercato di mettere in guardia l'avvocato. Ayanna inserisce Hugo nella lista dei sospetti, ma Nova insiste che non è stato lui a sparare. Nel frattempo, Elliot Stabler viene assegnato al distretto di Donnelly. Il capitano del distretto, Darnell, non è contento di avere Stabler fra i piedi e gli fa svolgere solo lavoro d'ufficio. Tuttavia, Donnelly porta Stabler fuori per la notte per fare irruzione in un laboratorio di metanfetamine. Gli addetti al laboratorio ricevono una soffiata e se ne vanno con la droga, ma la banda di Donnelly trova una scorta di armi da vendere. Un ladro solitario che è rimasto indietro spara a Stabler, ma Donnelly, protetto da un giubbotto antiproiettile, si mette davanti a Stabler e si prende il proiettile al suo posto. Il capitano Darnell è arrabbiato per il fatto che Stabler sia uscito con poliziotti in servizio e dice che ha intenzione di farlo licenziare. Donnelly incarica un poliziotto di nome Van Aller di vendere le armi, ed Elliott scopre che Van Aller è dietro l'omicidio della prostituta. Mentre Elliott entra in un bar per un drink, Van Aller si spara e si uccide. Di fronte a Nova, Hugo viene punito da Webb per aver cercato di proteggere l'avvocato e si giustifica dicendo che era un suo vecchio amico. Darnell dice che "qualcuno in alto" non vuole che Stabler sia ucciso e restituisce a Elliot la sua pistola.
- Altri interpreti: Mykelti Williamson (Preston Webb), Guillermo Diaz (Tenente William 'Bill' Brewster), Denis Leary (Detective Frank Donnelly), Mike Pniewski (Capitano Patrick Darnell), Patrick Murney (Parnell), Alex Hurt (Matthew Van Aller), Joe Tuttle (Leon Popov), Rebecca Watson (Dott.ssa Chandra Benningfield), Mike Cannon (Detective Carlos Maldonado), Rachel Lin (Detective Victoria Cho), Antino Crowley-Kamenwati (Hugo Bankole), Tim Ransom (Stanwood), Sebastian Arroyo (Jessie Santos), Liris Crosse (Tanisha Carling).

- Ascolti Italia: telespettatori 192 000 – share 1%[12]

## Non si può dare un calcio al lavoro
- Titolo originale: Can't Knock the Hustle
- Diretto da: Jonathan Brown
- Scritto da: Kimberly Ann Harrison ed Emmy Higgins

### Trama
Un nuovo avvocato sollecita la squadra a catturare un membro della Fratellanza. Elliot e Santos lavorano per scambiare diamanti con un milionario, quando Donnelly si presenta inaspettatamente. Donnelly finge di essere l'autista del milionario e lo uccide quando vuole andare alla polizia. Santos viene arrestato davanti a casa sua per le sue azioni con la Fratellanza. Elliot fa visita al suo ex capitano Cragen per interrogarlo su suo padre.
- Altri interpreti: Dann Florek (Donald 'Don' Cragen), Ellen Burstyn (Bernadette Stabler), Mykelti Williamson (Preston Webb), Jennifer Beals (Cassandra Webb), Denis Leary (Detective Frank Donnelly), Jordane Christie (Derrick Riley), Keren Dukes (Denise), Nicky Torchia (Eli Stabler), Jordan Bridges (Keller Shapiro), Sebastian Arroyo (Jessie Santos), Rachel Lin (Detective Victoria Cho), Mike Cannon (Detective Carlos Maldonado), Amy Lopatin (Vanessa Webb Henderson), Quentin Lee Moore (Isaiah Henderson).
- Ascolti Italia: telespettatori 192 000 – share 1%[12]

## Cambio di gioco
- Titolo originale: Change the Game
- Diretto da: John Polson
- Scritto da: Rick Marin

### Trama
Donnelly e sua moglie organizzano un evento per bambini e la Fratellanza interroga Donnelly su Stabler. Stabler e Donnelly lavorano con Webb per trovare una cassa piena di armi illegali. Elliot Stabler cerca di convincere Santos a rovesciare la Fratellanza. Donnelly si tira indietro quando lui e Stabler devono prendere le armi dal magazzino. Quando Stabler va a controllare Donnelly, sua moglie inizia il travaglio ed Elliot deve portarla in ospedale. Stabler restituisce le armi a Webb, guadagnandosi la sua fiducia. Alla fine dell'episodio, Elliot riguarda i vecchi video di famiglia.
- Altri interpreti: Ellen Burstyn (Bernadette Stabler), Mykelti Williamson (Preston Webb), Jennifer Beals (Cassandra Webb), Denis Leary (Detective Frank Donnelly), Nicky Torchia (Eli Stabler), Patrick Murney (Parnell), Mike Cannon (Detective Carlos Maldonado), Rachel Lin (Detective Victoria Cho), Sebastian Arroyo (Jessie Santos), Tim Ransom (Stanwood), Jen Jacob (Bridget Donnelly), Antino Crowley-Kamenwati (Hugo Bankole), Jason Nuzzo (Norman Escher), James Joseph O'Neil (Victor Braden).

- Ascolti Italia: telespettatori 185 000 – share 0,9%[13]

## Presidenti morti
- Titolo originale: Dead Presidents
- Diretto da: Rob Greenlea
- Scritto da: Zachary Reiter

### Trama
Stabler e Donnelly vengono nuovamente assunti da Webb per scoprire chi gli ha rubato milioni di dollari. Webb pensa che i soldi siano a casa di Rutger Ulrich, quindi Stabler assume Malachi per scassinare la cassaforte dell'uomo. Stabler, Donnelly e Malachi non trovano nulla nella cassaforte, ma l'indagine continua quando viene scoperto che un furgone a noleggio, contenente i soldi rubati, è stato messo sotto il nome di Stabler. Nel frattempo, Derrick Riley (il fratello di Nova) compra una pistola per uccidere Preston Webb e la moglie di Ayanna cerca di farsi assumere da Kilbride, un deputato. Stabler interroga anche il vecchio partner di suo padre su cosa è successo quando suo padre ha ottenuto la Croce del Combattimento, importante riconoscimento conferito ai poliziotti che si sono distinti in azione.
- Altri interpreti: Denis Leary (Detective Frank Donnelly), Mykelti Williamson (Preston Webb), Wesam Keesh (Adam 'Malachi' Mintock), Jordane Christie (Derrick Riley), Carsten Norgaard (Rutger Ulrich), Keren Dukes (Denise), Patrick Murney (Parnell), Rachel Lin (Detective Victoria Cho), Mike Cannon (Detective Carlos Maldonado), Paul O'Brien (Gus Hanson), Tim Ransom (Stanwood), Liris Crosse (Tanisha Carling), Justin Grace (Ron Bolton), Eddie Yu (David Yoshida).

- Ascolti Italia: telespettatori 185 000 – share 0,9%[13]

## Perso
- Titolo originale: Lost One
- Diretto da: Cherie Nowlan
- Scritto da: Juliet Lashinsky-Revene

### Trama
Stabler deve collaborare con Benson e l'Unità vittime speciali dopo che la figlia di Santos è stata rapita. Bell e la sua Unità indagano su Preston Webb mentre Stabler chiede aiuto alla Fratellanza. Donnelly lascia i soldi alla moglie di Santos per aiutarla a pagare il riscatto. Stabler scopre che Donnelly ha chiamato il suo bambino come lui. Stabler e Benson trovano la figlia di Santos dall'altra parte della strada, di fronte a un museo nel Queens. Stabler scopre che i soldi che Donnelly ha portato a casa della moglie di Santos hanno gli stessi numeri di serie dei soldi che sono stati rubati a Webb.
- Altri interpreti: Kelli Giddish (Amanda Rollins), Mariska Hargitay (Capitano Olivia Benson), Octavio Pisano (Joe Velasco), Mykelti Williamson (Preston Webb), Jennifer Beals (Cassandra Webb), Denis Leary (Detective Frank Donnelly), Wesam Keesh (Adam 'Malachi' Mintock), Sebastian Arroyo (Jessie Santos), Rachel Lin (Detective Victoria Cho), Mike Cannon (Detective Carlos Maldonado), Jen Jacob (Bridget Donnelly), Evy Ortiz (Rosaria Santos), Noah Plomgren (Ted Taylor), Paco Tolson (Eddie Alvarez), Madeline Rhodes (Stacy Gennaro).
- Quest'episodio conclude un crossover iniziato con Credevi nei miracoli? (episodio 23x20 di Law & Order - Unità vittime speciali).

## Le strade hanno gli occhi
- Titolo originale: Streets Is Watching
- Diretto da: Sharon Lewis
- Scritto da: Erica Michelle Butler

### Trama
Stabler e Bell scoprono da Nova che i Marcy Killer considerano Elliot Stabler una minaccia. Elliot interroga Donnelly sul perché il furgone a noleggio sia stato intestato a suo nome. Qualcuno spara a Stabler fuori dal suo appartamento e il poliziotto scopre che il suo sicario é una donna molto abile. Donnelly annuncia che sta lasciando la Fratellanza e sta passando il gruppo a Stabler. Successivamente, Elliot insegue la donna che aveva tentato di ucciderlo, ma la perde. Intanto, Derrick cerca di uccidere Webb, ma Nova gli spara a una gamba. Stabler è in grado di abbattere il suo sicario quando cerca di ucciderlo di nuovo nel suo appartamento. Stabler scopre che suo padre era disonesto e che è stato il suo partner a sparargli per far sembrare che il criminale abbia sparato per primo.
- Altri interpreti: Mykelti Williamson (Preston Webb), Ellen Burstyn (Bernadette Stabler), Denis Leary (Detective Frank Donnelly), Jordane Christie (Derrick Riley), Nicky Torchia (Eli Stabler), Allison Siko (Kathleen Stabler), Patrick Murney (Parnell), Mike Cannon (Detective Carlos Maldonado), Rachel Lin (Detective Victoria Cho), Tim Ransom (Stanwood), Justin Grace (Ron Bolton), Jen Jacob (Bridget Donnelly), Antino Crowley-Kamenwati (Hugo Bankole), Adrienne Walker (Natalie Dumont).

- Ascolti Italia: telespettatori 209 000 – share 1%[14]

## Amico o nemico
- Titolo originale: Friend or Foe
- Diretto da: Ken Girotti
- Scritto da: Rick Marin e Barry O'Brien

### Trama
Elliot Stabler fa visita a Gus (il vecchio partner di suo padre) che, una volta rimasto solo, chiama Donnelly per dirgli che Stabler è sotto copertura. Donnelly raduna tutti i membri della Fratellanza e rivela loro che Stabler è sotto copertura. Nel frattempo, Preston Webb è scomparso e Cassandra è preoccupata. Donnelly dice a Stabler che sa dov'è Webb e lo conduce in un edificio abbandonato, ma è una trappola: la situazione degenera in una sparatoria ed Elliot viene colpito. Viene salvato da un giubbotto antiproiettile. Nel frattempo, la squadra arresta Kilbride, e Denise si arrabbia con Ayanna per averlo arrestato. Stabler cattura i membri della Fratellanza uno a uno facilitato dal fatto che lo credevano morto. Rintraccia tutti tranne Donnelly. Preston Webb viene trovato morto nel canale Gowanus mentre Donnelly non si trova da nessuna parte. Cassandra viene arrestata quando la squadra scopre che lei è il mandante del sicario che ha cercato di uccidere Stabler. Nel frattempo, Stabler trova Donnelly e lo insegue per tutta la città. Si fermano su un binario del treno dove Donnelly rifiuta di farsi arrestare e si suicida, facendosi investire da un treno in corsa. Ayanna scopre che Denise l'ha lasciata dopo l'arresto di Kilbride. Stabler si scusa con il padre di un ragazzo a cui suo padre aveva sparato. Alla fine della vicenda, Stabler riceve la Croce del Combattimento circondato da amici e familiari, mentre Nova e Derrick lasciano New York quando scoprono che Preston Webb è morto.
- Altri interpreti: Mariska Hargitay (Capitano Olivia Benson), Jennifer Beals (Cassandra Webb), Ellen Burstyn (Bernadette Stabler), Ron Cephas Jones (Deputato Leon Kilbride), Dann Florek (Donald 'Don' Cragen), Denis Leary (Detective Frank Donnelly), Nicky Torchia (Eli Stabler), Allison Siko (Kathleen Stabler), Jordane Christie (Derrick Riley), Patrick Murney (Parnell), Wesam Keesh (Adam 'Malachi' Mintock), Keren Dukes (Denise), Rachel Lin (Detective Victoria Cho), Mike Cannon (Detective Carlos Maldonado), Tim Ransom (Stanwood).
- Ascolti Italia: telespettatori 209 000 – share 1%[14]